# ضفدع نمري بني
ضفدع نمري بني (الاسم العلمي: Rana brownorum) (بالإنجليزية: Brown's leopard frog)‏ هو نوع من البرمائيات يتبع جنس الضفدع الحقيقي من فصيلة الضفادع الحقيقية.